# مفاخذة
المفاخذة هي شكل من أشكال ممارسة الجنس بين الرجل والمرأة، والتي يقوم بها الرجل عن طريق ادخال قضيبه بين فخذي المرأة مسبباً الاحتكاك أو تقوم به المرأة عن طريقة تدليك قضيب الرجل بيديها وبين فخذيها و‌أشفار مهبلها. والهدف من ذلك هو التحفيز الجنسي للرجل دون دخول القضيب للمهبل وبحيث المفهوم يمكن أن يتضمن بعضها إكمال الجماع والبعض الآخر بدون جماع،
يمكن أن تتضمن هذه الممارسة في بعض المجتمعات نوع آخر في اليابان نجد ممارسة " 素股" (بالإنجليزية: Sumata)‏ الشبيه وفي بعض الدول الغربية في النوادي الليلية مثل نواد التعر (بالإنجليزية: Strip club)‏ والرقص المثير (بالإنجليزية: Lap dance)‏ والتي تقدم فقرات للزبون متضمنة رقصات وممارسات شبيه.